# Gislaved
Gislaved – miejscowość (tätort) w Szwecji, w regionie administracyjnym (län) Jönköping, w gminie Gislaved.
Według danych Szwedzkiego Urzędu Statystycznego liczba ludności wyniosła: 10 180 (31 grudnia 2015), 10 389 (31 grudnia 2018) i 10 404 (31 grudnia 2019).